# Jacqueline Todten
Jacqueline Todten-Hein (ur. 29 maja 1954 w Berlinie) – wschodnioniemiecka lekkoatletka, która specjalizowała się w rzucie oszczepem.
Dwukrotna uczestniczka igrzysk olimpijskich – Monachium 1972 oraz Montreal 1976. W swoim pierwszym olimpijskim starcie z wynikiem 62,54 zajęła drugie miejsce i zdobyła srebrny medal. Cztery lata później, w Kanadzie, uplasowała się tuż za podium na czwartej lokacie (wynik: 63,84). W roku 1974 została wicemistrzynią Europy. Złota medalistka mistrzostw Europy juniorów (1970). Mistrzyni Niemiec w rzucie oszczepem z 1974 roku. Rekord życiowy: 64,34 (1974).